# Ortografia della lingua gallese

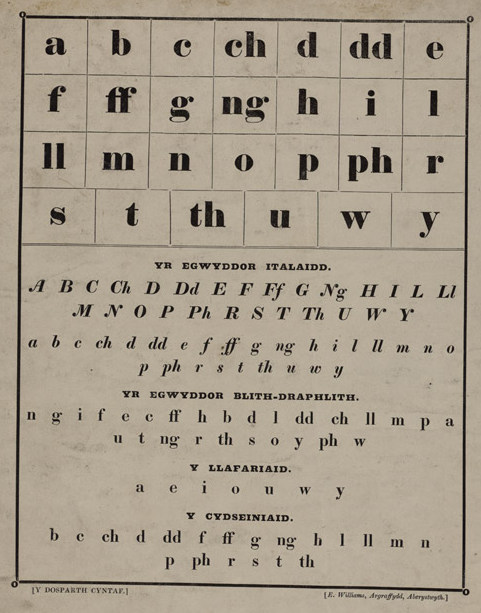
L'alfabeto gallese in una stampa del XIX secolo

L'ortografia della lingua gallese è quell'insieme di regole che regolano la trascrizione della lingua gallese.

## Storia
Le testimonianze più antiche di lingua gallese risalgono al VI secolo, periodo in cui in Galles venne introdotto l’alfabeto latino. Le convenzioni ortografiche dell'epoca sono differenti da quelle attuali: infatti  p, t, c rappresentavano  /b, d, ɡ/ a metà e a fine parola e b e d  a inizio parola indicavano /v, ð/. A partire dal basso medioevo, ciò aveva dato vita a molte variazioni: sebbene in quel periodo b, d e g fossero usate per indicare /b, d, ɡ/, spesso, per indicare questi suoni, ci si atteneva alle stesse regole del gallese antico, mentre il suono /v/ poteva essere indicato da u, v, f o w. Inoltre, come si può notare nei manoscritti più vicini all'età rinascimentale, le fricative spesso non venivano distinte dalle occlusive.
Il grafema k veniva usato di più rispetto ad oggi, specialmente davanti alle vocali anteriori.  La caduta in disuso di questa lettera è dovuta almeno in parte alla pubblicazione della Bibbia in gallese curata da William Morgan: infatti gli stampatori inglesi, che stampavano perlopiù libri in inglese o in latino, non avevano un numero sufficiente di caratteri per la lettera k e di conseguenza si decise di usare “C per K, poiché gli stampatori non ne hanno tante quante ne richiede il gallese” (C for K, because the printers have not so many as the Welsh requireth).

## Alfabeto
L'alfabeto gallese è costituito da 29 lettere dell'alfabeto latino (inclusi 8 digrammi).
I grafemi j, k, v, x e z vengono adoperati solo in presenza di parole prese in prestito dall'inglese, come kilogram (chilogrammo) o zero (zero); non è tuttavia raro trovare queste parole trascritte grazie al grafema omofono gallese (es. cilogram e sero). La j rappresenta l'unica eccezione, dal momento che indica un suono non presente in gallese (es. jôc, dal corrispettivo inglese joke) .
| Lettera | Nome               | IPA                                     | Esempi |
| ------- | ------------------ | --------------------------------------- | --- |
| a       | a                  | /a, ɑː/                                 | cat (breve) / father (lunga) |
| b       | bi                 | /b/                                     | bat |
| c       | ec                 | /k/                                     | casa |
| ch      | èch                | /χ/                                     | Bach (tedesco) |
| d[* 1]  | di                 | /d/                                     | dormire |
| dd      | èdd                | /ð/                                     | this |
| e       | e                  | /ɛ, eː/                                 | bed (breve) / simile a hey (lunga) |
| f       | èf                 | /v/                                     | voglia |
| ff      | èff                | /f/                                     | foglio |
| g       | èg                 | /ɡ/                                     | gatto |
| ng      | èng                | /ŋ/                                     | thing |
| h       | aets               | /h/                                     | hat |
| i       | i, i dot (S)       | /ɪ, iː, j/                              | bit (breve) / isola (lunga) / yes (semivocale)                                                                                           |
| j       | je                 | /d͡ʒ/                                    | giallo |
| l       | el                 | /l/                                     | lazzo |
| ll      | èll                | /ɬ/                                     | Laterale fricativa alveolare sorda |
| m       | em                 | /m/                                     | matto |
| n       | en                 | /n/                                     | nano |
| o       | o                  | /ɔ, oː/                                 | bog (breve) (inglese); stove (lunga) (Scottish English)                                                                                  |
| p       | pi                 | /p/                                     | parto |
| ph      | ffi                | /f/                                     | foglio |
| r       | er                 | /r/                                     | rosa |
| rh      | rhi                | /r̥/                                     | r senza voce |
| s[* 1]  | ès                 | /s/                                     | saio |
| t[* 1]  | ti                 | /t/                                     | tasso |
| th      | èth                | /θ/                                     | thin |
| u       | u (N), u bedol (S) | /ɨ̞, ɨː/ (N),[* 2] /ɪ, iː/ (S)           | Nei dialetti meridionali: bit (breve) / machine (lunga); nei dialetti settentrionali /ɨ̞, ɨː/                                             |
| w       | w                  | /ʊ, uː, w/                              | book (breve) / pool (lunga) / wet (semivocale)                                                                                           |
| y[* 3]  | ỳ                  | /ɨ̞, ɨː, ə/ (N),[* 2] /ɪ, iː, ə, əː/ (S) | Nei dialetti meridionali: bit (sillaba iniziale, breve) / machine (sillaba finale, lunga) above (altre posizioni, breve) / roses /ɨ̞, ɨː/ |

### Legenda
- N: dialetti settentrionali
- S: dialetti meridionali

### Dittonghi
|    | Dialetti settentrionali | Dialetti meridionali | Esempi                                                          |
| -- | ----------------------- | -------------------- | --------------------------------------------------------------- |
| ae | /ɑːɨ/                   | /ai/                 | airone                                                          |
| ai | /ai/                    | /ai/                 | airone                                                          |
| au | /aɨ/                    | /ai/                 | airone/ è (suffisso plurale)                                    |
| aw | /au, ɑːu/               | /au/                 | aurora                                                          |
| ei | /əi/                    | /əi/                 | eight (inglese)                                                 |
| eu | /əɨ/                    | /əi/                 | eight (inglese)                                                 |
| ew | /ɛu, eːu/               | /ɛu/                 | Europa                                                          |
| ey | /əɨ/                    | /əi/                 | eight (inglese)                                                 |
| iw | /ɪu/                    | /ɪu/                 | íu                                                              |
| oe | /ɔɨ, ɔːɨ/               | /ɔi/                 | boy (inglese)                                                   |
| oi | /ɔi/                    | /ɔi/                 | boy (inglese)                                                   |
| ou | /ɔɨ, ɔːɨ/               | /ɔi/                 | boy (inglese)                                                   |
| ow | /ɔu/                    | /ɔu/                 | òu                                                              |
| uw | /ɨu/                    | /ɪu/                 | íu                                                              |
| wy | /ʊɨ, uːɨ/               | /ʊi/                 | simile a gooey (inglese)                                        |
| yw | /ɨu, əu/                | /ɪu, əu/             | íu /əu/ goat (Received Pronunciation)/ house (Canadian English) |

## Segni diacritici
In gallese sono presenti tre tipi di accento grafico:
- l'accento circonflesso ( ˆ ), utilizzato per indicare le vocali lunghe (â, ê, î, ô, û, ŵ, ŷ); tuttavia esso viene adoperato solo in casi di omografia o di eccezione alle regole generali, di conseguenza non è raro trovare vocali lunghe prive di circonflesso[6];
- l'accento grave  (`), utilizzato talvolta per indicare, nei prestiti omofoni da altre lingue, una vocale breve in parole che, in gallese, hanno la lunga (es. mwg /muːɡ/ "fumo", e mẁg /mʊɡ/ "boccale");
- l'accento acuto (´), usato facoltativamente per indicare una vocale tonica finale in parole polisillabiche (es. gwacáu "svuotare") o per indicare quando il grafema w indica una vocale (es. gẃraidd /ˈɡʊ.raið/  "principalmente", opposto a gwraidd /ˈɡʷraið/ "radice");